# Андреј Чикатило
Андреј Романович Чикатило (рус. Андрей Романович Чикатило; Јаблочној, 16. октобар 1936 — Новочеркаск, 14. фебруар 1994) био је серијски убица активан у Совјетском Савезу. Познат је и по надимцима „Грађанин икс“ и „Ристовски монструм“. Осуђен је за убиство 53 особе. Погубљен је пуцањем у потиљак 14. фебруара 1994. године и закопан је у неозанченом гробу на затворском гробљу.
О њему је снимљено неколико филмова, мини-серија и написано је неколико књига.

## Рани живот
Андреј Чикатило је рођен 16. октобра 1936. у селу Јаблучној у Сумској области Украјинске ССР. У време његовог рођења, Украјина се опорављала од периода тешке глади изазване присилном колективизацијом пољопривреде коју је иницирао Јосиф Стаљин. Чикатилови родитељи су били радници на фарми. Живели су у једнособној колиби. За рад нису примали плату, већ су имали право да обрађују плац иза породичне колибе.
Породица је ретко имала довољно хране; сам Чикатило је касније тврдио да није јео хлеб до 12. године. Тврдио је да су он и његова породица често морали да једу траву и лишће због глади. Чикатилу је током свог детињства његова мајка Ана у више наврата говорила да је пре његовог рођења, да су његовог старијег брата по имену Степан, старог четири године, киднаповале и канибализовале гладне комшије, иако никада није утврђено да ли се ово заиста догодило и да ли је Степан Чикатило уопште постојао. Невезано за истинитост тврдње, Чикатило је памтио период детињства по лошем: сиромаштво, исмевање, глад и рат.
Када је Совјетски Савез ушао у Други светски рат, Чикатилов отац Роман је регрутован у Црвену армију. Касније је био заробљен након рањавања у борби. Између 1941. и 1944. Чикатило је видео последице нацистичке окупације Украјине, које је описао као „ужасе”, додајући да је био сведок бомбардовања, пожара и пуцњаве од чега су се он и мајка скривали по подрумима и јарцима. Једном приликом Чикатило и његова мајка били су приморани да гледају како њихова колиба гори до темеља.  Са оцем у рату, Чикатило и његова мајка делили су кревет. Као дете је патио од хроничног недовљног мокрења, а мајка га је грдила и тукла када погреши.
Током 1943. Чикатилова мајка је родила девојчицу Татјану. Пошто је Чикатилов отац био регрутован 1941. године, он није могао да буде отац Татјане. Будући да су немачки војници током рата силовали многе Украјинке, спекулише се да је Татјана зачета као резултат силовања које је починио немачки војник. Пошто су Чикатило и мајка живели у једнособној колиби, ово силовање је можда извршено у Чикатиловом присуству.
Септембра 1944. године Чикатило је започео школовање. Иако је био стидљив и веома марљив као дете, такође је био  физички слаб и редовно је похађао школу у одећи коју су сами направили на селу. Стмак му је често био отечен због  глади која је била сталан проблем у већем делу тадашњег Совјетског Савеза. У неколико наврата је падао у несвест због глади, код куће и у школи, и стално је био на мети насилника који су му се редовно ругали због његовог физичког стаса и карактера. Код куће, Чикатила и његову сестру је мајка стално кињила. Татјана се касније сећала да је, упркос недаћама које су трпили као породица, њихов отац био љубазан човек, док је мајка била оштра према деци.
Чикатило је развио страст за читањем и памћењем података, и често је учио код куће. Желео је да тако повећа самовредновање и да умањи последице кратковидости која га је често спречавала да чита на табли у учионици. Чикатило је својим учитељима био одличан ђак кога су редовно хвалили и похвалили.

### Младост
Чикатило је у тинејџерском периоду био и узоран студент и ватрени комуниста. Именован је за уредника школских новина са 14 година и за председника ђачког комитета Комунистичке партије две године касније. Био је страствени читалац комунистичке литературе; имао је и задатак да организује уличне маршеве. Иако је Чикатило тврдио да му учење није падало лако због главобоље и лошег памћења, он је био једини студент из колективное фарме који је завршио последњу годину студија и дипломирао са одличним оценама 1954.
На почетку пубертета, Чикатило је открио да има хроничну импотенцију, што је негативно утицало на његове социјалне интеракције и развијање самомржње. Био је стидљив у друштву жена; његова прва заљубљеност, са 17 година, била је у девојку по имену Лиља Баришева, са којом се упознао преко својих школских новина, али је био хронично нервозан у њеном друштву и никада је није позвао на састанк. Исте године, Чикатило је скочио на 11-годишњу пријатељицу своје млађе сестре и срушио је на земљу. Имао је оргазам док се девојчица мучила у његовом стиску.
Након што је дипломирао, Чикатило је аплицирао за стипендију на Московском државном универзитету. Иако је положио пријемни испит са оценама добрим и одлчним оценама, то није биле довољно  да положи пријемни. Чикатило је спекулисао да је његова пријава за стипендију одбијена због очевог ратног досијеа (његов отац је био означен као издајник јер је заробљен 1943.) али  чињеница је да су други студенти имали боље резултате на примјемном испиту где је била велика конкуренција. Није покушао да се упише на други универзитет; уместо тога, отпутовао је у град Курск, где је три месеца радио као радник, пре него што је — 1955. године — уписао стручну школу са циљем да постане техничар комуникација. Исте године, Чикатило је отпочео прву озбиљну везу, са две године млађом девојком. Пар је у три наврата покушао да има сексуални однос, али он сваки пут није могао да одржи ерекцију. После осамнаест месеци, девојка је раскинула. 

### Војска
По завршетку двогодишњег стручног усавршавања, Чикатило се преселио у уралски град Нижњи Тагил где је радио на дугорочном грађевинском пројекту. Док је живео у Нижњем Тагилу, похађао је и курсеве инжењерства на даљину, на Московском електротехничком институту за комуникације. Две године је радио на Уралу све док није позван у Совјетску армију 1957. године. Чикатило је одслужио војник рок између 1957. и 1960. године, распоређен је прво да службује при граничној стражи у Централној Азији, а затим у јединици за комуникације КГБ-а у Источном Берлину. Овде је његов радни досије био неокаљан и он се придружио Комунистичкој партији недуго пре него што је 1960. завршио одслуживање војног рока.
По завршетку службе, Чикатило се вратио у родно село да живи са родитељима, накратко радећи са њима на колхозу. Убрзо се упознао са једном младом разведеном женом. Њихова тромесечна веза прекинута је након неколико неуспешних покушаја да имају секс, након чега је жена безазлено питала своје пријатеље за савет како би Чикатило могао да превазиђе своју неспособност да одржи ерекцију. Као резултат тога, већина његових вршњака открила је његову импотенцију. У интервјуу из 1993. поводом овог инцидента, Чикатило је изјавио: „Девојке су ме иза леђа оговарале да сам импотентан. Било ме је толико срамота. Покушао сам да се обесим. Мајка и неке младе комшије су ме свукле са омче, мислио сам да нико неће хтети таквог осрамоћеног човека, па сам морао да бежим одатле, из своје домовине.

## Пресељење у Ростов на Дону
После неколико месеци, Чикатило је додбио посао инжењера телекомуникација у месту који се налази северно од Ростова на Дону. Преселио се у Руску СФСР 1961. године, изнајмио је мали стан близу свог радног места. Исте године, његова млађа сестра Татјана је завршила школовање и преселила се код њега у стан (његови родитељи ће се убрзо након тога преселити у Ростовску област). Татјана је живела са братом шест месеци пре него што се удала за једног младића из локалног места и преселила се код њега; она није приметила ништа лоше у вези са животним стилом свог брата, осим његове хроничне стидљивости у вези са женама, и решила је да помогне брату да пронађе жену и заснује породицу.
Године 1963. Чикатило се оженио женом по имену Феодосија Одначева, са којом га је упознала његова млађа сестра. Према Чикатилу, иако га је она привлачила, његов брак је заправо био договорен, око две недеље након што су се упознали, у чему су одлучујућу улогу играли његова сестра и њен муж.
Чикатило је касније тврдио да је његов сексуални живот током брака био минималан и да су се, након што је његова жена схватила да није у стању да одржи ерекцију, договорили да ће затруднети тако што ће он ејакулирати ван ње и да ће одмах потом прстима гурнути своју сперму у њену вагину. Феодосија је 1965. родила ћерку Људмилу. Четири године касније, 1969. године, родио им се син Јуриј.

## Наставничка каријера
Чикатило је да као ванредни студент отпочне студије на Универзитету у Ростову 1964, где је студирао руску књижевност и филологију; диплому из ових предмета стекао је 1970. године. Недуго пре стицања дипломе, запослио се као менаџер регионалних спортских активности. Чикатило је на овој функцији остао годину дана, пре него што је отпочео посао наставника руског језика и књижевности у Струковној школи број 32 у Новошахтинску.
Чикатило је био углавном неефикасан као прдавач; иако је добро владао материјом из предмета које је предавао, ретко је био у стању да одржи дисциплину на часовима и редовно су му се ђаци ругали. Он је тврдио да су користили његову скромност.
Једна од Чикатилових дужности у овој школи била је да обезбеди да ученици који су били у школи навече буду у ђачким домовима; у више наврата је познато да је улазио у делове дома за девојке у нади да ће их видети наге. Откривао је ђаке, адолесценте, који су имали секс. Касније је изјавио да га је призор адолесцената укључених у сношај „узнемирио“ јер је био суочен са призором „деце која раде оно што ја нисам радио ни када сам имао тридесет година“.

### Сексуални напади
У мају 1973. Чикатило је починио свој први (познати) сексуални напад на једног од ученика. Он је пливао према петнаестогодишњој девојчици и испипао је њене груди и гениталије и имао је оргазам док се девојчица борила против његовог стиска. Неколико месеци касније, Чикатило је сексуално напао и претукао још једну тинејџерку коју је закључао у својој учионици. Није био кажњен ни за један од ових инцидената, као ни за ситуације у којима су га колеге наставници видели како се милује у присуству својих ученика.
Као одговор на све већи број притужби које су подносили ученици, директор школе је позвао Чикатила на званични састанак и обавестио га да треба или добровољно да поднесе оставку или да буде отпуштен. Чикатило је дискретно напустио посао и нашао други посао као наставник у другој школи, у Новошахтинску јануара 1974. године. Овај посао је изгубио због смањења особља у септембру 1978. године, пре него што је поново нашао друго место наставника у Техничкој школи бр. 33 у Шахтију, граду у којем је главна индустрија била рударство. Место је било удаљено седамдесет и пет километара северно од Ростова.
По Чикатиловом признању, средином 1970-их, његова жеља да гледа голу децу натерала га је да се шета око јавних тоалета, где је често шпијунирао младе девојке. Купио је и жваке које је давао женској деци на коју је наишао у настојању да успостави контакт и задобије њихово поверење. Познато је да је Чикатило сексуално напао најмање три девојке са којима се сусрео.
Чикатилов наставни посао завршио се у марту 1981. након неколико притужби на злостављање деце оба пола. Истог месеца је почео да ради као референт за снабдевање у фабрици у Ростову која је производила грађевински материјал. Овај посао је захтевао од Чикатила да обиђе већи део Совјетског Савеза, било да би физички купио сировине потребне за испуњавање производних квота, или да би преговарао о уговорима о снабдевању.

## Прва убиства

### Убиство Јелене Закотнове
Септембра 1978. Чикатило се преселио у Шахти, где је починио своје прво забележено убиство. Увече 22. децембра намамио је деветогодишњу девојчицу по имену Јелена Закотнова у стару, оронулу колибу коју је те године тајно купио; покушао је да је силује, али није успео да има ерекцију. Када се девојчица бранила, он ју је давио и убо три пута у стомак, при чему је имао оргазам док ју је убадао. У интервјуу након хапшења 1990. године, Чикатило се касније присећао да је девојка одмах након што је избо „рекла нешто веома промумлим гласом“, након чега ју је задавио и бацио је њено тело у оближњу реку Грушевку. Њено тело је пронађено испод оближњег моста два дана касније.
Бројни докази повезивали су Чикатила са убиством: мрље крви пронађене су у снегу близу ограде испред куће коју је Чикатило купио; комшије су приметиле да је Чикатило био присутан у кући 22. децембра увече; Школски ранац Закотнове пронађен је на супротној обали реке на крају улице (што указује да је девојчица бачена у реку на овој локацији); а сведок је полицији дала детаљан опис човека који је веома личио на Чикатила, кога је видела како разговара са Закотновом на аутобуској станици где је девојка последњи пут виђена жива. Упркос овим чињеницама, 25-годишњи радник по имену Александар Кравченко, који је претходно служио затворску казну због силовања и убиства тинејџерке, је ухапшен због злочина. Претресом Кравченковог дома откривене су мрље крви на џемперу његове супруге: утврђено је да крвна група одговара крвној групи жрвте али и групе Кравченкове жене.
Кравченко је имао веома јак алиби за поподне 22. децембра 1978: био је код куће са својом женом и њеном пријатељицом цело поподне, а комшије су то могле да потврде. Ипак, полиција је кроз претње Кравченковој супрузи да је саучесник у убиству и њеној пријатељици тужбом за лажно сведочење, дошла до нових изјава у којима су жене тврдиле да се Кравченко није вратио кући до касно увече на дан убиства. Суочен са новим оптжбама, Кравченко је признао убиство. За убиство му је суђено 1979. године. На суђењу, Кравченко је повукао своје признање и остао при тврди да је невин, наводећи да је његово признање добијено под екстремном принудом . Упркос његовом повлачењу, Кравченко је осуђен за убиство и осуђен на смрт. Врховни суд је у децембру 1980. године преиначио ову казну на петнаест година затвора (максимална могућа дужина затвора у то време). Под притиском жртвиних рођака, Кравченку је поново суђено, осуђен је и на крају стрељан због убиства Закотнове у јулу 1983.
После убиства Закотнове, Чикатило је успео да постигне сексуално узбуђење и оргазам само убадањем и сечењем жена и деце ножем, док не умру, а касније је тврдио да га је обузела жеља да поново проживи то искуство. Без обзира, Чикатило је нагласио да се у почетку борио да се одупре овим поривима, често прекидајући кратка пословна путовања да би се вратио кући уместо да се суочи са искушењем да тражи жртву.

### Наредна убиства
Трећег септембра 1981. Чикатило је наишао на 17-годишњу ученицу Ларису Ткаченко, како стоји на аутобуској станици, када је излазио из јавне библиотеке у центру Ростова. Према његовом накнадном признању, Чикатило ју је намамио у шуму близу реке Дон под изговором да иду да пију вотку и „опуштају се“. Када су стигли до забаченог места, он је бацио девојку на земљу пре него што јој је поцепао одећу и покушао да има сношај, док је Ткаченкова изражавала противљење. Када Чикатило није успео да постигне ерекцију, угурао је блато у њена уста не би ли утишао њене вриске, пре него што ју је претукао и задавио до смрти. Пошто није имао нож, Чикатило је унаказио тело зубима и штапом дужиен метар и осамдесет такође јој је зубима откинуо једну брадавицу, пре него што је угрубо прекрио њено тело лишћем, гранама и поцепаним страницама новина. Тело жрве је пронађено следећег дана.
Девет месеци након убиства Ткаченка, 12. јуна 1982, Чикатило је путовао аутобусом у Багајевски округ Ростова да купи поврће. Пошто је морао да промени аутобус у селу Донској, одлучио је да настави пут пешке. Удаљавајући се од аутобуске станице, наишао је на 13-годишњу девојчицу, Љубов Бирјук, која се враћала кући из куповине. Њих двоје су заједно ходали око пола километра, док нису били заклоњени од погледа потенцијалних сведока жбуњем, након чега је Чикатило насрнуо на Бирјук, одвукао је у оближњу шикару, насилно јој свукаи хаљину и убио је убодом ножем и исекао је до смрти, док је имитирао сношај. Када је њено тело пронађено 27. јуна, медицински иследник је открио доказе о двадесет и две ране нанешене ножен на глави, врату, грудима и у пределу карлице. Додатне ране пронађене на лобањи сугеришу да је убица напао Бирјука с леђа дршком и оштрицом ножа. Поред тога, откривено је неколико пруга на Бирјуковим очним дупљама.
Након што је убио Бирјукову, Чикатило више није покушавао да се одупре својим нагонима: између јула и септембра 1982. убио је још пет жртава у доби од 9 до 18 година. Установио је образац приближавања деци, посебно оним који су побегли од куће, младим скитницама на аутобуским или железничким станицама, мамио их је у оближњу шуму или другу забачену област, и убијајао их, обично убадањем и сечењем ножем; иако су неке жртве, осим што су задобиле мноштво рана од ножа, биле и задављене или испребијане на смрт.
Многа тела жртава имала су трагове сакаћења очних дупљи. Патолози су закључили да су ове повреде нанете ножем, што је навело истражитеље на закључак да је убица копао очи жртвама. Чикатилове жртве одрасле доби су често биле проститутке или бескућнице које је намамио у осамљена подручја обећавајући алкохол или новац. Обично би покушавао да има однос са овим жртвама, али обично не би могао да постигне или одржи ерекцију; ово би га довело со убилачког беса, посебно ако би се жена ругала његовој импотенцији. Доживео би оргазам тек када би жртву избо ножем и на смрт исекао. Чикатилово жртве (деца и адолесценти) били су оба пола; намамљивао је жртве у забачена подручја користећи различите трикове, као што је обећање помоћи или друштва, или нуђење да им покаже пречицу, прилику да виде ретке поштанске марке, филмове или новчиће, или им је нудио храну или слаткише. Обично би надјачао ове жртве када би биле саме, често би им везивао руке на леђима конопцем пре него што би жртвама утрпао блато или иловачу у уста како би утишао њихов врисак, а затим је наставио да их убије. После убиства, Чикатило је улагао основне, премда ретко озбиљне форензичке напоре да сакрије тело жртве пре него што је напуштао место злочина.
Чикатило је 11. децембра 1982. наишао на 10-годишњу девојчицу по имену Олга Сталмаченок, која се возила аутобусом до родитељског дома у Новошахтинску. Убедио је дете да напусти аутобус и пође са њим. Последњи пут ју је видео сапутник, који је пријавио да је средовечни мушкарац одвео девочицу држећи је чврсто за руку. Чикатило је девојку намамио на кукурузиште на периферији града, убо је више од педесет пута по глави и телу, распарао јој грудни кош и исекао јој доњи део црева и материцу.

### Истрага
До јануара 1983. четири до тада убијене жртве биле су угрубо доведене у везу са истим убицом. Тим московске полиције, на челу са мајором Михаилом Фетисовим, послат је у Ростов да руководи истрагом, која је међу истражитељима постепено постала позната као Операција Шумски пут. Фетисов је основао тим који је чинило десет истражитеља са седиштем у Ростову, задужених за решавање сва четири случаја. У марту је Фетисов одредио новоименованог форензичког аналитичара Виктора Буракова да води истрагу. Следећег месеца пронађено је Сталмаченково тело. Бураков је позван на место злочина, где је прегледао бројне ране  по стомаку детета као и бразде на њеним очним дупљама. Бураков је касније изјавио да је након анализе очних дупљи, нестала свака сумња да имају посла са серијским убицом.
Чикатило није поново убио све до јуна 1983. године, када је убио 15-годишњу Јерменсу Лаура Саркисиан; њено тело је пронађено близу забачене железничке платформе у близини Шахтија. До септембра је убио још пет жртава. Растући број пронађених тела и сличности између нанетих рана на жртвама приморали су совјетске власти да признају да је у питању серијски убица. Шестог септембра 1983. државни тужилац Совјетског Савеза је званично повезао шест убистава са истим убицом.
Због великог дивљаштва током убистава и прецизности резова на телу жртава, полиција је теоретисала да је убиства вршила група која је узимала органе да би их продала за трансплантацију, што су по њиховој теорији били злочини сатанистичког култа, или ментално болесна особа. Велики део полицијских напора био је концентрисан на теорију да је убица ментално болестан, хомосексуалац, или педофил, а провераван је алиби свих појединаца који су провели неко време на психијатријским одељењима или су били осуђени за хомосексуализам или педофилију. Регистровани сексуални преступници су такође испитивани и, ако је њихов алиби имао потврду, били су елиминисани из даљег тока истраге.
Почевши од септембра 1983. године, неколико младића је признало убиства, иако су ти појединци често били младићи са поремећајима интелектуалног развоја који су злочине признавали само уз дуготрајно и често брутално испитивање. Тројица познатих хомосексуалаца и осуђени сексуални преступник извршили су самоубиство као резултат жестоке тактике истражитеља. Као резултат истраге, расветљено је више од 1.000 неповезаних злочина, укључујући деведесет пет убистава, 140 тешких напада и 245 силовања.
Међутим, док је полиција добијала признања осумњичених, тела новхи жртава су се откривана, што је доказивало да осумњичени који су признали не могу бити убица за којим се трага. Тридесетог октобра 1983. године, у Шахтију је пронађено изнутрице 19-годишње проститутке Вере Шевкун. Шевкун је убијен 27. октобра. Иако су сакаћења на Шевкуновом телу иначе била карактеристична за оне пронађене на другим жртвама повезаним са непознатим убицом, жртвине очи нису имале језгру или на други начин повређене. Два месеца касније, 27. децембра, 14-годишњи ученик из Гукова, Сергеј Марков, намамљен је из воза и убијен на сеоској станици у близини Новочеркаска. Маркову је убица одсекао пенис и задобио је преко седамдесет рана нанетим ножем у пределу врата и горњег дела торза, пре него што је распорен.

### 1984.
Током јануара и фебруара 1984. Чикатило је убио две жене у Парку авијатичара у Ростову. Он је 24. марта намамио десетогодишњег дечака Дмитрија Пташњикова у Новошахтинску. Док је шетао са дечаком, Чикатила је видело неколико сведока који су истражитељима могли да дају детаљан опис убице. Када је тело дечака пронађено три дана касније, полиција је такође пронашла отисак стопала убице и узорке сперме и пљувачке на одећи жртве. 25. маја 1984. Чикатило је убио младу жену по имену Татјану Петросјан и њену 10-годишњу ћерку Светлану у шумовитој области изван Шахтија; Петросјан је од раније познавала Чикатило. До краја јула убио је још три младе жене између 19 и 21 године и 13-годишњег дечака.
У лето 1984. Чикатило је добио отказ због крађе две ролне линолеума. Оптужба је против њега подигнута у фебруару и затражено је дискретно да отказ, што је он то одбио, пошто је негирао оптужбе. Чикатило је првог августа нашао други посао референта за набавке у Ростову.
Другог августа убио је 16-годишњу девојчицу Наталију Голосовску у Парку авијатичара. Он је 7. августа намамио 17-годишњу девојку Људмилу Алексејеву на обалу реке Дон под изговором да јој показује пречицу до аутобуске станице. Алексејева је задобила тридесет девет рана по телу нанетих ножем, пре него што ју је Чикатило унаказио и извукао јој утробу, намерно наневши ране за које је знао да неће одмах довести до смрти. Њено тело је пронађено следећег јутра; са одсеченом горњом усном у устима.
Неколико сати након убиства Алексејеве, Чикатило је одлетео у главни град Узбекистана Ташкент на службени пут да купи електричне прекидаче. До повратка у Ростов 15. августа, убио је неидентификовану младу жену и десетогодишњу девојчицу Акмарал Сејдалијеву. У року од две недеље, голо тело 11-годишњег дечака по имену Александра Чепела откривено је на обали реке Дон, утврђено је да је био задављен и кастриран, са извађеним очима, само неколико метара од места где је раније пронађено тело Алексејеве. Шестог септембра Чикатило је у Парку авијатичара убио младу библиотекарку, 24-годишњу Ирину Лучинску.

## Прво хапшење и ослобађање
Тринаестог септембра 1984, Чикатило су приметила два детектива у цивилу док је покушавао да разговара са младим женама на аутобуској станици у Ростову. Детективи су га пратили док је лутао градом, покушавајући да приђе женама и вршећи фротеризам (трљање полног органа о другу особу без дозволе) на јавним местима. Чикатило је по доласку на централну градску пијацу ухапшен и задржан. Претресом његових ствари пронађен је нож који је имао сечиво дуго 20 центиметара, неколико комада ужета и тегла вазелина. Такође је откривено да је под истрагом због мање крађе код бившег послодаваца, што је истражитељима дало законско право да га дуже задрже. Истражитељи су дознали детаље из његове сумњиве личне историје, а физички опис се поклапао са описом човека који је виђен како хода поред Дмитрија Пташњикова пре убиства дечака. Узет је узорак Чикатилове крви; и утврђено је да припада А крвној групи, док је на основу узорака сперме пронађених код укупно шест жртава које је непознати убица убио током пролећа и лета 1984. утврђено да убица има крвну групу тип АБ. Чикатилово име је додато у картотеку коју су користили истражитељи; међутим, резултати анализе крвне групе су довели до тога да се сматра да није убица.
Чикатило је проглашен кривим за крађу имовине од претходног послодавца. Искључен је из Комунистичке партије и осуђен на годину дана затвора. Пуштен је из притвора 12. децембра 1984. након што је одлежао три месеца. Осмог октобра 1984, шеф руског јавног тужилаштва је формално повезао двадесет три Чикатилова убиства у један случај и одбацио све оптужбе покренуте против ментално хендикепираних младића који су раније признали убиства.

### Даља убиства
По изласку из затвора у децембру 1984, Чикатило је пронашао нови посао у одељењу за снабдевање фабрике локомотива у Новочеркаску, где је радио одређено време. Није поново убио све до првог августа 1985. када је на службеном путу у Москви наишао на 18-годишњу жену Наталију Покхлистову, како стоји на железничком перону у близини аеродрома Домодедово . Покхлистова је намамљена са воза у шуму у близини села Вострјаково где је била везана, убодена тридесет осам пута у врат и груди, а затим задављена.
На основу хипотезе да је убица авионом путовао из Ростовске области у Москву, истражитељи су проверили све летове Аерофлота са подацима о путницима који су путовали између Москве и Ростовске области од краја јула до почетка августа. Овом приликом, међутим, Чикатило је путовао у Москву возом и, сходно томе, није постојала никаква документација коју би истражитељи могли истражити. Четири недеље касније, 27. августа, Чикатило је у Шахтију убио још једну младу жену, Ирину Гуљајеву. Као што је био случај са Покхлистовом, ране које су нанете жртви повезале су убиство са текућом потрагом за серијским убицом.
Новембра 1985. Иса Костојев је именован за специјалног прокуриста. Имао је задатак да надгледа истрагу; у овој фази је на потрази за серијским убицом радило петнаест прокуриста и двадесет девет детектива који су искључиво радили на овом случају. Позната убиства повезана са истим убицом пажљиво су поново истражена, а полиција је започела још један круг испитивања познатих сексуалних преступника и хомосексуалаца. Следећег месеца, милиција је наставила са патролирањем железничких станица око Ростова, а службеницама у цивилу је наређено да се шетају по аутобуским и железничким станицама.
На Бураков захтев, полиција се такође констултовала са психијатром, др Александром Бухановским, што је била прва консултација тог типа у истрази серијских убица у Совјетском Савезу. Сви извештаји са места злочина и извештаји лекара стављени су на располагање Бухановском, под условом да ће истражитељима израдити психолошки профил непознатог убице.

## Психолошки профил
Др Буханов је израдио психолошки профил на 65 страница описао је убицу као повученог човека између 45 и 50 година који је преживео болно и изоловано детињство и који није био у стању да флертује или се удвара женама. Навео је да је вероватно добро образован, вероватно је ожењен и има децу. У извештају је наведено да је био садиста који је патио од импотенције и могао је да постигне сексуално узбуђење и ослобађање само гледајући своје жртве како пате. Сама убиства била су аналогна сексуалном односу који ова особа није могла да има а нож је постао замена за пенис који није нормално функционисао. Пошто су се многа убиства дешавала радним данима у близини чворишта масовног транспорта и широм Ростовске области, Бухановски је такође тврдио да је  починилац имао посао захтевао да редовно путује, а на основу дана у недељи када су се убиства догодила тврдио је да је убица највероватније био везан за распоред производње.
Чикатило је пажљиво пратио истрагу, читао је новинске извештаје о потрази за убицом и држо је под контролом своје нагоне. Скоро годину дана након убиства Гуљајеве у августу 1985. године, ниједна жртва није пронађена ни у Ростовској ни у Московској области,. Истражитељи су пробно повезивали убиство 33-годишње жене по имену Љубов Головаха — пронађена избодена ножем у Мјасниковском округу у Ростову 23. јула 1986. — са истрагом. Жртва није била раскомадана или на други начин осакаћена, нити је виђена у близини линија јавног превоза. Због ових чињеницаа, многи истражитељи су изразили озбиљне сумње у то да ли је убиство Головахина починио убица којег су тражили.

### Теорије истражитеља
Осамнаестог августа 1986, жртва је пронађена закопана дубоку у земљи, у кругу колективне фарме у граду Батајску. Ране нанете овој жртви показивале су патерн сакаћења жртава доведених у везу са истрагом убистава почињених између 1982. и 1985. године. Жртва је била 18-годишња секретарка суда Ирина Погорјелова. Њено тело је било расечено од врата до гениталија, једна дојка јој је одреса а очи ископане. Пошто је убица уложио озбиљне напоре да закопа тело, неки истражитељи су теоретизирали да то објашњава изненадни пад броја пронађених жртава.
Пошто су жртве убијене у Ростовској области 1985. и 1986. умрле у јулу и августу, до јесени 1986. неки истражитељи су веровали у могућност да се починилац преселио у други део Совјетског Савеза и да се враћао у Ростовску област само током лета. Ростовска полиција је саставила билтене који су послати свим снагама силе широм Совјетског Савеза, у тексту је описан образац рана које је непознати убица нанео жртвама и захтеване су повратне информације од полиције ако је имала или ако пронађе жртве убистава са ранама које се подударају са ранама на жртвама пронађеним у Ростов Област. Одговор полицијских снага из других крајева СССР на овај упит је био негативан.

## 1987.
Чикатило је 1987. убио три пута. Сва три убиства је извршио док је био на службеном путу далеко од Ростовске области, а ниједно од ових убистава није било повезано са потером у Ростову. Чикатило је прво убиство те године починио 16. маја, када је на железничкој станици у уралском граду Ревда наишао на 12-годишњег дечака Олега Макаренкова. Макаренков је намамљен са станице обећањем да ће делити оброк са Чикатилом у његовој дачи; убијен је у шуми близу станице, иако ће његово тело остати неоткривено до 1991. У јулу је убио дванаестогодишњег дечака Ивана Биловецког у украјинском граду Запорожју а 15. септембра убио је 16-годишњег ученика стручне школе Јурија Терешонока у шуми на периферији Лењинграда.

## Наставак убијања
Чикатило је убио три пута 1988; убиo je неидентификовану жену у Красном Сулину у априлу и два дечака у мају и јулу. Његова прва жртва убиства била је намамљена из воза у Красном Сулину пре него што јој је Чикатило везао руке иза леђа и напунио јој уста прашином, пре него што јој је одсекао нос и нанео бројне ране ножем на врату. Чикатило ју је затим насмрт претукао бетонском плочом; тело је пронађено 6. априла. Истражитељи су приметили да су ране нанете жртви ножем биле сличне онима које су нанете жртвама које су повезане са потером и убијене између 1982. и 1985. године, али пошто је жена убијена бетонском плочом, није била извађена, а њен убица није ранила очи или гениталије, истражитељи нису били сигурни да ли да повежу ово убиство са истрагом. У мају је Чикатило убио деветогодишњег дечака по имену Алексеј Воронко у украјинском граду Иловајску. Дечакове ране нису остављале сумњу да је убица поново напаоо, а ово убиство је повезано са другима из текуће истраге. Чикатило је 14. јула убио петнаестогодишњег Јевгенија Муратова на станици Донлесхоз близу Шахтија. Убиство Муратова је такође повезано са истрагом, иако је његово тело пронађено тек у априлу 1989. године. Иако су његови остаци углавном били скелетни, Муратовљева обдукција је показала да му је одсечен полни орган и да је задобио најмање тридесет рана нанетим ножем.
Андреј Чикатило није убијао све до 28. фебруара 1989, када је убио шеснаестогодишњу девојчицу Татјану Рижову у празном стану своје ћерке. Раскомадао је њено тело и сакрио остатке у оближњу канализацију. Пошто је жртва била раскомадана, полиција није повезала  убиство са истрагом. Између маја и августа, Чикатило је убио још четири жртве, од којих су три убијене у Ростову и Шахтију, иако су само две од ових жртава биле повезане са истрагом.
Уз појављивање жртава које су дефинитивно повезане са истрагом у току и чињеницом да је већина тела ових жртава откривена у близини железничких станица, истражитељи су доделили бројне полицајце у цивилу да дискретно снимају и фотографишу путнике у возовима широм Ростовске области. Неколико возова је такође опремљено скривеним камерама са намером да сниме или фотографишу жртву у друштву убице.
Чикатило је 14. јануара 1990. срео једанаестогодишњег Андреја Кравченка како стоји испред позоришта. Кравченка је намамио под изговором да ће да му покаже увезене западни филмови, за које је Чикатило тврдио да их има код куће; његово избодено тело пронађено је у изолованом делу шуме следећег месеца. Седам недеља након убиства Кравченка, седмог марта, Чикатило је намамио десетогодишњег дечака Јарослава Макарова са железничке станице у Ростову у Ботаничку башту у Ростову. Његово тело са извађеним стомаком је пронађено следећег дана.

### Притисак јавности и политичара
Једанаестог марта, челници истраге, на челу са Фетисовим, одржали су састанак на којем су разговарали о напретку који је постигнут у потери. Фетисов је био под интензивним притиском јавности, штампе и совјетског Министарства унутрашњих послова да се случај реши; и он и Виктор Бураков су посветили много времена и труда током претходних седам година у својим напорима да ухапсе починиоца.  Интензитет потраге у годинама до 1984. је у извесном степену опао између 1985. и 1987. године, када је Чикатило починио само три убиства која су истражитељи дефинитивно повезивали са убицом — сва су убијена до 1986. Међутим, до марта 1990. још шест жртава је било повезано са убицом. Поред тога, након увођења веће слободе медија као резултат гласности, совјетски медији су били много мање потиснути него што је то био случај у првим годинама лова на људе и сходно томе су посветили опсежан публицитет овом случају. Фетисов је такође приметио лабавост у неким областима истраге и упозорио да ће људи бити отпуштени ако убица ускоро не буде ухваћен.
Чикатило је убио још три жртве до августа 1990. Четвртог априла, намамио је 31-годишњу жену, Љубов Зујеву, изашли су из воза и Чикатије убио Зујеву у шуми недалеко од станице Донлесхоз. Њено тело је пронађено тек 24. августа. Двадесет и осмог јула, намамио је тринаестогодишњег дечака Виктора Петрова са железничке станице у Ростову и убио га у Ботаничкој башти у Ростову; и 14. августа убио је једанаестогодишњег дечака Ивана Фомина у трсци близу плаже Новочеркаск.

## Замка
Откривање још тела жртава утицало је на покретање велике полицијске операције. Пошто су тела неколико жртава откривена на железничким станицама на једној железничкој траси кроз Ростовску област, Бураков је предложио план да у свим већим станицама у региону поставе униформисане полицајце. Намера је била да се убица обесхрабри од покушаја напада на било којој од ових локација, и да се полицајци и инспектори који нису били униформирани поставе у мање прометне станице, где би активности убице биле вероватније примећене. План је одобрен, а и униформисани и милиционери у цивилу су добили инструкције да испитају сваког одраслог мушкарца у друштву младе жене или детета и забележе његово име и број пасоша. Распоређено је 360 полицајаца на свим станицама у Ростовској области, али су само неуниформисани службеници били постављени на три најмање станице на рути кроз област где је убица најчешће ударао — Кундрјуча, Донлесхоз и Лесостеп. Операција је спроведена 27. октобра 1990.
Полиција је 30. октобра пронашла тело шеснаестогодишњег дечака Вадима Громова у станици Донлешоз. Због типа рана на дечаковом телу, истражитељи су одмах повезали убиство са потером: младић је задављен, избоден двадесет седам пута и кастриран, са одсеченим врхом језика и избоденим у лево око. Громов је убијен 17. октобра, десет дана пре почетка иницијативе. Истог дана када је Громовљево тело пронађено, Чикатило је намамио другог шеснаестогодишњег дечака, Виктора Тишченка, из воза на станици Кирпичнаја и убио га у оближњој шуми. Тишченково тело са четрдесет рана нанетих ножем, пронађено је 3. новембра.

## Последње убиство
Шестог новембра 1990. Чикатило је убио и осакатио двадесетдвогодишњу жену Светлану Коростик у шуми близу станице Донлесхоз. Док се враћао на железнички перон, приметио га је официр у цивилу по имену Игор Рибаков, који је приметио како Чикатило прилази једном бунару и пере руке и лице. Када је пришао станици, Рибаков је такође приметио да Чикатилов капут има мрље од траве и земље на лактовима; Чикатило је имао и малу црвену мрљу на образу и нешто што је изгледало као тешку рану на једном прсту. Рибакову је изгледао сумњиво. Једини разлог због којег су људи у то доба године улазили у шуму близу станице Донлесхоз био је ради сакупљања дивљих печурки (што је популаран хоби у Русији), али Чикатило није био обучен као особа која би се бавила брањем печурки; носио је свечанију одећу. Штавише, имао је најлонску спортску торбу, која није била погодна за ношење печурака. Рибаков је зауставио Чикатила и проверио његове личне исправе, али није имао формалног разлога да га ухапси. Када се Рибаков вратио у своју канцеларију, поднео је рутински извештај, који је садржао име особе коју је зауставио у станици и оно што је потенцијално остатак крви, што је приметио на образу заустављеног лица.
Тринаестог новембра пронађено је тело Коростикове; она је била тридесет осма жртва повезана са истрагом. Полиција је позвала службеника задуженог за надзор у станици Донлесхоз и прегледала извештаје о свим мушкарацима заустављених и испитаних претходне недеље. Не само да је Чикатилово име било међу извештајима, већ је било од раније познато неколицини официра укључених у случај, пошто је Чикатило био испитан 1984. и био је на листу осумњичених из 1987. састављену и дистрибуирану широм Совјетског Савеза. После провере са убицним садашњим и претходним послодавцима, истражитељи су успели да га повежу са разним градовима у време када је неколико жртава које су повезане са истрагом буки убијено. Испитивање бивших колега из периода када је радио као наставник показало је да је био приморан да поднесе оставку у две школе због узастопних притужби ученика на развратно понашање и сексуално злостављање.

## Надзор и друго хапшење
Полиција је Чикатила ставила под надзор 14. новембра. У неколико случајева, посебно у возовима или аутобусима, примећен је како прилази усамљеним младим женама или деци и отпочиње разговор са њима. Ако би жена или дете прекинули разговор, Чикатило је сачекао неколико минута и онда тражио другог саговорника. Двадесетог новембра, после шест дана праћења, Чикатило је изашао из куће са великом посудом, коју је напунио пивом на малом киоску у локалном парку пре него што је лутао Новочеркаском, покушавајући да ступи у контакт са децом коју је срео успут. Чикатила су по изласку из кафића ухапсила четири полицајца у цивилу. Није пружио отпор пошто су му стављене лисице на руке и стављен је у необележени полицијски аутомобил. Полицалци су приметили да је био смирен приликом хапшења као и да је деловао растерећено и веома уморно.
По хапшењу је дао изјаву у којој је тврдио да је полиција погрешила и пожалио се да је и он 1984. године ухапшен због исте серије убистава. Претрагом осумњиченог откривен је још један доказ: један Чикатилов прст имао је дубоку рану оју је сам третирао јодом. Медицински стручњаци су закључили да је рана настала од уједа човека. Чикатилова претпоследња жртва, Виктор Тишченко, био је физички јак младић. На месту злочина полиција је пронашла бројне знакове жестоке физичке борбе између жртве и убице. Иако је касније утврђено да је кост прста сломљена и да му је нокат одгризао, Чикатило никада није тражио медицинску помоћ.
Претресом Чикатилових ствари откривено је да поседује нож на склапање и конопац. Узет му је узорак крви, и смештен је у ћелију унутар седишта КГБ-а у Ростову са полицијским доушником, који је добио инструкције да анимира Чикатила у разговор и да од њега извуче све информације које може. Следећег дана, 21. новембра, почело је формално испитивање Чикатила. Испитивање је обавио Иса Костојев. Стратегија коју је полиција одабрала за извлачење признање била је да наведу Чикатила да верује да је веома болесна особа којој је потребна медицинска помоћ. Намера је била да се Чикатилу пружи нада да, ако призна, неће бити кривично гоњен због тога што ће бити проглашен неурачунљивим. Полиција је знала да је њихов случај против Чикатила био углавном базиран на посредним доказама, а према совјетским законима, имали су десет дана у којима су могли легално задржати осумњиченог пре него што покрену оптужницу или пусте.

### Анализа крвне групе
Поновљени резултати анализе крви Чикатилова утврдили су да је његова крвна група А, не АБ. Због количине физичких и посредних доказа које су истражитељи до сада прикупили, а који су указивали на то да је Чикатило заиста убица, уз чињенице да су истражитељи претходно утврдили крвну групу убице коју су тражили користећи узорке сперме добијене из одеће и са тела четрнаест жртава, за разлику од стварних узорака крви, истражитељи су узели узорак Чикатилове сперме да би тестирали његову крвну групу. Резултати су потврдили да је Чикатилова сперма била тип АБ, док су његова крв и пљувачка били А групе.
Чикатило је током читавог испитивања више пута негирао да је починио убиства, иако је признао да је малтретирао неколико својих ученика док је радио у школи. Такође је направио неколико писаних есеја за Костојева који, иако избегавајући у вези са стварним убиствима, откривају психолошке симптоме који су се поклапали са свим што је написао др Бухановски у психолошком профилу из 1985. који је написао за истражитеље. Тактика испитивања коју је користио Костојев такође је можда довела до тога да Чикатило постане дефанзивнији; доушник који је са осумњиченим делио ћелију КГБ-а пријавио је полицији да му је Чикатило казао да му је Костојев више пута постављао директна питања у вези са сакаћењима нанетим жртвама.

## Признање
Двадесет и деветог новембра, на захтев Буракова и Фетисова, др Бухановски је позван да помогне у испитивању осумњиченог. Бухановски је Чикатилу прочитао одломке из психолошког профила од 65 страница који је раније саставио на захтев истражитеља. У року од два сата Чикатило је бризнуо у плач и признао је Бухановском да је заиста крив за злочине због којих је ухапшен. После вечерњег разговора, Бухановски је известио Буракова и Фетисова да је Чикатило спреман да призна.
Уз коришћење писаних белешке које је Бухановски припремио, Костојев је припремио званичну оптужбу за убиство почињено 29. новембра – уочи истека десетодневног периода током којег је Чикатило могао легално да буде задржан пре него што буде оптужен. Следећег јутра Костојев је наставио испитивање. Чикатило је признао тридесет шест од тридесет осам убистава која је полиција повезала с њим, иако је негирао два додатна убиства почињена 1986. године за која је полиција у почетку веровала да је починио. Једна од ових жртава била је Љубов Головаха, која је пронађена избодена на смрт 23. јула 1986. и за коју су многи истражитељи сумњали да ли има везе са истрагомс друга је била Ирина Погорјелова, пронађена убијена у Батајску 18. августа 1986. и чија су сакаћења у великој мери одговарала онима нанетим другим жртвама.
Чикатило је дао потпун, детаљан опис сваког убиства, који су сви били у складу са познатим чињеницама о сваком убиству. Када се то од њега затражи, могао је да нацрта грубу скицу различитих места злочина, указујући на положај тела жртве и разне референтне тачке које се налазе у близини места злочина. Додатни детаљи били су само доказ више о његовој кривици: једна жртва на списку оптужби била је 19-годишња студенткиња Ана Лемешева, коју је Чикатило убио 19. јула 1984. у близини станице Шахти. Чикатило се присетила да је, пошто се борио да је савлада, изјавила да ће му човек по имену „Барс“ („Леопард“) узвратити за то што ју је напао. Њен вереник је на руци истетовирао надимак „Барс”.
Током описа жртава, Чикатило их је лажно назвао „déclassé елементима“ које би намамио у осамљена подручја пре него што их је убијао. У многим случајевима, посебно (мада не искључиво) са својим мушким жртвама, Чикатило је изјавио да ће жртвама везати руке иза леђа конопцем пре него што их убије. Обично би жртви нанео мноштво рана ножем; у почетку наневши плитке ране ножем у пределу грудног коша, пре наношења дубљих убода и резних рана – обично од тридесет до педесет  – пре него што се настављао са вађењем утробе жртве док је Чикатило постизао оргазам. Чикатило је, како је навео, постао вешт у избегавању млаза крви из тела жртава док им је наносио ране, и редовно би седео или чучао поред жртава све док њихова срца нису престала да куцају, додао је да су му плакање, крв и агонија жртава пружили опуштање и извесно задовољство.
Када су га питали зашто је већина очију каснијих жртава била избодена или изрезана, али жртвама није извадио очи, што је радио у почетним убиствима, Чикатило је рекао да је у почетку веровао у старо руско сујеверје да слика убице остаје утиснута у очима жртве. Међутим, како је навео, у каснијим годинама се уверио да је ово само прича старих жена и престао је да вади очи жртвама.
Чикатило је такође информисао Костојева да је често конзумирао крв жртава, од чега је „осећао језу“ и да се „цео тресо“. Такође је признао да је зубима кидао гениталије, усне, брадавице и језик жртве. У неколико случајева, Чикатило би одсекао или одгризао језик својој жртви док је вадио утробу, а затим би — било током умирања или убрзо након смрти — трчао око тела док је држао језик подигнут у једној руци. Иако је такође признао да је жвакао одсечену материцу женских жртава и тестисе мушкараца, изјавио је да је касније бацао те делове тела. Такође је признао да је прогутао брадавице и језике неких својих жртава.
Тридесетог новембра, Чикатило је званично оптужен за свако од тридесет шест убистава која је признао а која су сва почињена између јуна 1982. и новембра 1990. Током наредних неколико дана, Чикатило је признао још двадесетак убистава која нису била раније довођена у везу са њим, било зато што су убиства почињена ван Ростовске области, јер тела нису пронађена или, у случај Јелене Закотнове, јер је за убиство осуђен и стрељан невин човек. Чикатило је давао инспекторима детаље о овим убиствима које је само починилац могао да зна: једна од ових жртава, четрнаестогодишња Љубов Волобујева, живела је у југозападном Сибиру и убијена је у пољу проса у близини аеродрома Краснодар 25. јула 1982. Чикатило се присетио да је Волобујеву убио у пољу проса и да је пришао девојци док је седела у чекаониц на аеродрому у Краснодару. Волобујева га је, како је навео Чикатило, обавестила да живи у сибирском граду Новокузњецку и да чека преседајући лет на аеродрому да би посетила родбину.
У децембру 1990. Чикатило је одвео полицију до тела Алексеја Хоботова, дечака чије убиство је признао у августу 1989. и кога је покопао на периферији гробља у Шахтију, недвосмислено доказавши да је он убица. Касније је одвео истражитеље до тела две друге жртве. Три од педесет и шест жртава за које је Чикатило признао да је убица, полицијске снаге нису успеле да идентификују или пронађу тела, али је оптужен за убиство педесет и троје људи, жена и деце, између 1978. и 1990. Био је затворен у истој ћелији у Ростову где је био заточен 20. новембра да чека суђење.

### Процена психијатра
Двадестиг августа 1991, након што је полиција завршила испитивање, укључујући и реконструкцију свих убистава на сваком месту злочина, Чикатило је пребачен у Институт Сербски у Москви да би прошао шезедесетодневну психијатријску процену, како би се утврдило да ли је ментално способан и да ли му се може судити. Чикатило је анализирао виши психијатар Андреј Ткаченко, који је приметио да Чикатило има различите физиолошке проблеме, које је приписао пренаталним оштећењима мозга. Доктор Ткаченко је 18. октобра закључио да је пацијент, поред тога што је патио од граничног поремећаја личности са садистичким цртама, способан да му се суди. У децембру 1991. године полиција је недавно приватизованим руским медијима објавила детаље о Чикатиловом хапшењу и кратак сажетак злочина које је починио.

## Суђење
Андреј Чикатило је изведен на суђење у Ростову 14. априла 1992. године, оптужен је за педесет и три тачке за убиство, уз пет оптужби за сексуално злостављање малолетник, током периода када је радио у неколико школа. Суђено му је у судници број 5 Покрајинског суда у Ростову, пред судијом Леонидом Акубжановим.
Суђење Чикатилу био је први велики медијски догађај у постсовјетској Русији. Убрзо након обављене психијатријске процене на Институту Сербски, истражитељи су одржали конференцију за штампу на којој је представљена целовита листа Чикатилових злочина, али не и пуно име или фотографију оптуженог. Медији су Чикатила први пут видели првог дана суђења, како је ушао у гвоздени кавез посебно направљен у углу суднице. Кавез је имао функцију да га заштити од напада разјарених и хистеричних рођака жртава. У првим недељама суђења, руска штампа је редовно објављивала преувеличане и често сензационалистичке наслове о убиствима, позивајући се на то да је Чикатило „људождер” или „манијак” и да физички подсећа на демонизовану особу обријане лобање.
Прва два дана суђења је Акубжанов читао дугачак списак тачки оптужнице против Чикатила. О сваком убиству се разговарало појединачно, а у неколико наврата рођаци присутни у судници су се расплакали или би се онесвестили када су се откривени детаљи убиства њихових рођака. Након што је прочитао оптужницу, Акубжанов је присутним новинарима у судници најавио намеру да одржи отворено суђење, рекавши: „Нека нас ово суђење барем нечему научи, да се то више никада и нигде не понови“. Акубжанов је затим замолио Чикатила да устане, идентификује се и наведе где и када се родио. Чикатило је одговорио, што је била  једна од ретких пристојних размена између судије и Чикатила.
Чикатило је био детаљно испитан о свакој тачки оптужнице. Постао је огорчен само када би га оптужили за крађу личних ствари од жртава, или да су му органи за задржавање изрезани са жртава несталих са места злочина. Једном приликом, упитан да ли је наизглед равнодушан према начину живота и полу људи које је убио, Чикатило је одговорио: „Нисам морао да их тражим. На сваком кораку који сам направио, били су ту“.
Акубжанов је током суђења више пута грдио Чикатила, док га је детаљно испитивао у вези са оптужбама; наредио м јеу да зачепи уста, пре него што је додао Ниси луд! пошто су Чикатилови одговори на питања скретали дискусију на теме као што су репресија коју је његова породица трпела током његовог детињства и тврдио је да су наводи оптужбе против њега лажни. До ових вербалних размена долазило је невезано да ли је Чикатило био кооперативан или некооперативан током трајања поступка. Начин на који је судија испитивао Чикатила више пута је навео  браниоца Марата Кхабибулина да протестује против оптужујуће природе судског поступка. У деловима суђења у којима је Чикатило био некооперативан током испитивања, он је једноставно викао на судију, тврдио да је суд фарса и мрмљао је нејасно и неурачунљиво. Чикатило је повремено показивао гениталије суду или је певао химне социјалистичког покрета током читавог поступка. Ове лудости су редовно довеле до тога да је био враћен у ћелију а е судски поступак је био настављен у одсуству.
Чикатилов бранилац је 21. априла затражио да се Бухановском дозволи да сведочи о садржају психолошког профила из 1985. који је написао, као и о његовим накнадним консултацијама са Чикатилом, додајући да би Бухановски могао да утиче на Чикатила и, самим тим, може утицати на судски поступак. Овај захтев је одбијен. Чикатило је истог дана почео да одбија да одговара на питања судије, тужиоца или свихуг браниоца. Одбијао је да одговара на питања три дана пре него што је изјавио да му је судија непоправљиво прекршио претпоставку невиности и да не намерава да даје даље сведочење. Следећег дана, поступак је одложен за две недеље. Чикатило је повукао раније признање за шест убистава за која је оптужен 13. маја и такође је тврдио да је убио још четири жртве које нису обухваћене оптужницом. Истог дана, Кхабибулин је поново поднео захтев да се његов клијент подвргне другој психијатријској процени. Судија је предлог одбацио као неоснован, Кхабибулин је због тога осудио рад суда и тврдио је да судија није способан да настави да председава случајем. Чикатило је и сам поновио своје раније опаске да је судија изнео бројне исхитрене примедбе које прејудицирају његову кривицу. Тужилац Николај Герасименко је изразито подржао тврдњу одбране, наводећи да је судија заиста дао превише оваквих коментара и да је учинио бројне процедуралне повреде својим предавањима и вређањем окривљеног. Герасименко је даље тврдио да је током трајања отвореног процеса Чикатило унапред осудила штампа. Он је затражио да се постави нови судија. Судија Акубжанов ће касније донети одлуку да се именује нови тужилац. Кратко је водио суђење у одсуству тужиоца док се не пронађе замењени тужилац, Анатолиј Задорожни.
Трећег јула, Бухановском је било дозвољено да буде сведок и говори о анализи Чикатила коју је обавио, премда искључиво у својству сведока. Бухановски је три часа давао исказ сведока о психолошком профилу Чикатила из 1985. ио разговорима које је водио са Чикатилом након хапшења, а који су кулминирали његовим признањем. Четири вештака психијатра са Института Сербски такође су сведочила о резултатима анализе понашања коју су урадили у мају, након паузе токм суђења. Сви ескперти су сведочили да је његово понашање у судници упадљиво у супротности са понашањем у ћелији и да су сматрали да су његове демонстрације неурачунљивог понашања срачунати покушаји у циљу да добије ослобађајућу пресуда на основу лудила.

### Завршне речи и пресуда
Одбрана је 9. августа изнела завршну реч пред судијом. На почетку своје 90-минутне завршне речи, Кхабибулин је прво изјавио да нема поверења да ће се његов глас чути изнад „општег повика“ за одмаздом; довео је у питање поузданост форензичких доказа представљених на суђењу и сматрао је да су делови Чикатиловог признања „без основа“. Такође је довео у питање објективност судије и осврнуо се на одлуку суда да не дозволи одбрани да изнесе сведочење независних психијатара; истичући да злочине ове природе није могао починити појединац здравог ума. Кхабибулин је тада званично затражио од судије да прогласи његовог клијента невиним.
Следећег дана, тужилац Анатолиј Задорожни изнео је завршну реч пред судијом. Позивајући се на ранија сведочења психијатара на суђењу, Задорожни је тврдио да је Чикатило у потпуности разумео шта ради, да је био у стању да се одупре убиственим импулсима и да је уложио бројне свесне напоре да избегне откривање. Штавише, Задорожни је нагласио да је у 19 оптужби материјалне доказе о злочинима пружио сам Чикатило. Задорожни је затим изрекао сваку од оптужби пре него што је званично затражио смртну казну.
Након завршетка изношења завршне речи тужиоца, Акубжанов је позвао Чикатила  у судницу пре него што га је званично питао да ли би желео да да завршну изјаву. Чикатило је само немо седео. Акубжанов је тада најавио да је 15. септембар први рок за њега и два званична поротника да прегледају доказе и изрекну коначну казну. (Касније је рок одложен за 14. октобар.) Како је суд најавио паузу, брат Људмиле Алексејеве, седамнаестогодишње девојке коју је Чикатило убио у августу 1984, бацио је тежак комад метала на Чикатила и ударио га у груди. Када је обезбеђење покушало да ухапси младића, рођаци других жртава су га заштитили.
Четрнаестог октобра, суд је поново заседао ради формалног изрицања казне (што неће бити завршено до следећег дана). Акубжанов је почео изрицање казне тако што је Чикатило прогласио кривим за педесет два од педесет и три убиства за која му је суђено. За свако кривично дело осуђен је на смрт. Чикатило је такође проглашен кривим по пет тачака оптужнице за сексуални напад почињен током година док је радио као наставник 1970-тих. У завршној речи, судија је поново прочитао списак убистава, пре него што је критиковао и полицију и тужилаштво због разних грешака у истрази које су омогућиле Чикатилу да остане на слободи до 1990. Посебне критике биле су упућене не локалној полицији, већ тужиоцима — пре свега тужиоцу Иси Костојеву — кога је Акубжанов оценио као „немарног“ и који је одбацио Чикатилово уврштавање на листу осумњичених из 1987. коју је саставила полиција. Акубжанов је такође одбацио бројне тврдње које је Костојев изнео у медијима у месецима пре суђења, попут тога да је полиција намерно затајила од тужилаштва документа која се односе на Чикатила као доказиво неосноване.
Акубжанов је 15. октобра званично осудио Чикатила на смрт уз осамдесет и шест година затвора за педесет два убиства и пет тачака за сексуални напад за које је проглашен кривим. Чикатило је шутнуо своју клупу преко кавеза када је чуо пресуду и почео да вређа. Међутим, када је добио прилику да одржи говор као одговор на пресуду, поново је заћутао. По изрицању коначне пресуде, Акубжанов је дао следећу примедбу:
Узимајући у обзир грозна злодела за које је крив крив, овај суд нема другог избора него да донесе једину пресуду коју заслужује. Зато га осуђујем на смрт.
Чикатило је одведен из суднице у ћелију у затвору Новочеркаск да чека погубљење. Он је уложио жалбу на пресуду Врховном суду Русије, али је жалба одбијена у лето 1993.
Акубжанов је на суђењу ослободио Чикатила за убиство 15-годишње Јерменке Лауре Саркисјан због недовољних доказа.
Иако није могао да идентификује жртву на основу слике, време њеног нестанка и Чикатилов физички опис жртве, њена одећа и место где ју је убио су се поклапали са разбацаним, делимичним остацима скелета и личним стварима који су, иако утврђени као да ли су жене у раним и средњим тинејџерским годинама, не могу се прецизно идентификовати. Упркос чињеници да је у једном тренутку негирао да је починио шест убистава за која је изведен пред суд, Чикатило никада није директно оспорио да је Саркисјан била једна од жртава.
Након што је утврђено да је Чикатило серија убица, чланови његове породице су се преселили и променили презиме.

## Додатне потенцијалне жртве
- Чикатило је признао још три убиства која полиција није могла да потврди.[237] Изнео је тврдњу да је ова три убиства починио у граду Шахтију и његовој околини између 1980. и 1982. године. Упркос признању, полиција није успела да упореди његове описе ових жртава са било којим извештајем о несталим особама,[238] нити да лоцира било какве људске остатке, упркос томе што је детаљно претражила локације које је убица описао.  Стога, он никада није оптужен за ова три убиства за која је тврдио да их је починио.
- Чикатило је главни осумњичени за убиство осамнаестогодишње Ирине Погорјелове, секретарке суда из Батајска, која је нестала 11. августа 1986. и чије је тело пронађено закопано у кругу колхоза 18. августа. На телу Погорјелове су била потпуно иста сакаћења пронађена на жртвама које је Чикатило убио и пре и после 1986. године. У првобитном признању, Чикатило је негирао да је убио Погорјелову, али је касније на суђењу инсистирао да ју је заиста убио.

## Извршење смртне казне
Након што је одбијена његова жалба Врховном суду, Чикатило је поднео последњу жалбу за помиловање председнику Борису Јељцину. Ова коначна жалба је одбијена 4. јануара 1994.
Четрнаестог фебруара 1994, Чикатило је одведен из ћелије осуђеника на смрт у звучно изоловану просторију у затвору Новочеркаск и погубљен је једним хицем иза десног уха. Сахрањен је у необележеном гробу на затворском гробљу.

## Прикази у популарној култури

### Филмови
- Филм Грађанин X (1995) директно је заснован на убиствима које је починио Чикатило.[243] У овом филму глуме Стивен Ри као Бураков, Џефри ДеМан као Чикатило, Доналд Сатерленд као пуковник Михаил Фетисов и Макс фон Сидов као др Александар Бухановски. Једна од централних тема филма је одбијање совјетске владе да призна постојање серијског убице у СССР-у до перестројке.[244]
- Филм Evilenko (2004) је лабаво заснован на убиствима које је починио Чикатило. У овом филму глуме Малколм Мекдауел као Андреј Евиленко и Мартон Чокаш као инспектор Лесев.
- Филм Дете 44 (2015) заснован је на роману Дете 44 Тома Роба Смита, који је и сам инспирисан случајем Чикатило.

### ТВ
- The Hunt for the Red Ripper (1993)[245]
- Inside Story: The Russian Cracker (1999). Документарац BBC продукције.[246]
- The Butcher of Rostov (2004)[245]
- Chikatilo (2021). Руска мини-серија премијерно приказана марта 2021.[247]

### Књиге
О случају Чикатило написано је неколико књига;
- Conradi, Peter (1992). The Red Ripper: Inside the Mind of Russia's Most Brutal Serial Killer. True Crime. ISBN 0-86369-618-X.
- Cullen, Robert (1993). The Killer Department: Detective Viktor Burakov's Eight-Year Hunt for the Most Savage Serial Killer of Our Times. Orion Media. ISBN 1-85797-210-4.
- Krivich, Mikhail; Olgin, Olgert (1993). Comrade Chikatilo: The Psychopathology of Russia's Notorious Serial Killer. Barricade Books. ISBN 0-942-63790-9.
- Lourie, Richard (1993). Hunting The Devil: The Pursuit, Capture and Confession of the Most Savage Serial Killer in History. HarperCollins. ISBN 0-586-21846-7.